# Buphenine
Buphenine (hoặc nylidrin) là một chất chủ vận adrenoreceptor β2  hoạt động như một thuốc giãn mạch.